# Чемпіонат Європи з футболу 2016 (кваліфікаційний раунд, група B)
Матчі Групи B кваліфікаційного раунду Євро-2016 тривали з вересня 2014 по жовтень 2015. Путівки на турнір здобули збірні Бельгії та Уельсу, а збірній Боснії і Герцеговини необхідно зіграти в матчах плей-оф для можливості участі в Євро.
| М  | Команда              | І  | В | Н | П  | МЗ | МП | РМ  | О  |
| -- | -------------------- | -- | - | - | -- | -- | -- | --- | -- |
| 1. | Бельгія              | 10 | 7 | 2 | 1  | 24 | 5  | +19 | 23 |
| 2. | Уельс                | 10 | 6 | 3 | 1  | 11 | 4  | +7  | 21 |
| 3. | Боснія і Герцеговина | 10 | 5 | 2 | 3  | 17 | 12 | +5  | 17 |
| 4. | Ізраїль              | 10 | 4 | 1 | 5  | 16 | 14 | +2  | 13 |
| 5. | Кіпр                 | 10 | 4 | 0 | 6  | 16 | 17 | −1  | 12 |
| 6. | Андорра              | 10 | 0 | 0 | 10 | 4  | 36 | −32 | 0  |

## Матчі
| 9 вересня 2014 20:45 (20:45 UTC+2) |

| Андорра        | 1 – 2           | Уельс         |
| -------------- | --------------- | ------------- |
| Ліма 6' (пен.) | Протокол(англ.) | Бейл 22', 81' |

| Естаді Насьйональ, Андорра-ла-Велья Глядачів: 3 150 Арбітр: Славко Вінчич (Словенія) |

| 9 вересня 2014 20:45 (20:45 UTC+2) |

| Боснія і Герцеговина | 1 – 2           | Кіпр              |
| -------------------- | --------------- | ----------------- |
| Ібішевич 6'          | Протокол(англ.) | Хрістофі 45', 73' |

| Биліно Полє, Зеніца Глядачів: 12 100 Арбітр: Євген Арановський (Україна) |

| 10 жовтня 2014 20:45 (20:45 UTC+2) |

| Бельгія                                                         | 6 – 0           | Андорра |
| --------------------------------------------------------------- | --------------- | ------- |
| Де Брейне 31' (пен.), 34' Шадлі 37' Оріджі 59' Мертенс 65', 68' | Протокол(англ.) |         |

| Стадіон короля Бодуена, Брюссель Глядачів: 40 000 Арбітр: Сергій Бойко (Україна) |

| 10 жовтня 2014 20:45 (21:45 UTC+3) |

| Кіпр         | 1 – 2           | Ізраїль                 |
| ------------ | --------------- | ----------------------- |
| Макрідіс 67' | Протокол(англ.) | Дамарі 38' Бен Хаїм 45' |

| ГСП Стадіон, Нікосія Глядачів: 19 164 Арбітр: Даніель Орсато (Італія) |

| 10 жовтня 2014 20:45 (19:45 UTC+1) |

| Уельс | 0 – 0           | Боснія і Герцеговина |
| ----- | --------------- | -------------------- |
|       | Протокол(англ.) |                      |

| Кардіфф Сіті Стедіум, Кардіфф Глядачів: 30 741 Арбітр: Владислав Безбородов (Росія) |

| 13 жовтня 2014 20:45 (20:45 UTC+2) |

| Андорра         | 1 – 4           | Ізраїль                                |
| --------------- | --------------- | -------------------------------------- |
| Ліма 15' (пен.) | Протокол(англ.) | Дамарі 3', 41', 82' Хемед 90+6' (пен.) |

| Естаді Насьйональ, Андорра-ла-Велья Глядачів: 800 Арбітр: Крістіан Балай (Румунія) |

| 13 жовтня 2014 20:45 (20:45 UTC+2) |

| Боснія і Герцеговина | 1 – 1           | Бельгія        |
| -------------------- | --------------- | -------------- |
| Джеко 28'            | Протокол(англ.) | Наїнгголан 51' |

| Биліно Полє, Зеніца Глядачів: 12 000 Арбітр: Лука Банті (Італія) |

| 13 жовтня 2014 20:45 (19:45 UTC+1) |

| Уельс                         | 2 – 1           | Кіпр      |
| ----------------------------- | --------------- | --------- |
| Коттерілл 13' Робсон-Кану 23' | Протокол(англ.) | Лабан 36' |

| Кардіфф Сіті Стедіум, Кардіфф Глядачів: 21 273 Арбітр: Мануель Грефе (Німеччина) |

| 16 листопада 2014 18:00 (18:00 UTC+1) |

| Бельгія | 0 – 0            | Уельс |
| ------- | ---------------- | ----- |
|         | Протокол (англ.) |       |

| Стадіон короля Бодуена, Брюссель Глядачів: 55 000 Арбітр: Павел Краловець (Чехія) |

| 16 листопада 2014 18:00 (19:00 UTC+2) |

| Кіпр                                              | 5 – 0            | Андорра |
| ------------------------------------------------- | ---------------- | ------- |
| Меркіс 9' Ефрем 31', 42', 60' Хрістофі 87' (пен.) | Протокол (англ.) |         |

| ГСП Стадіон, Нікосія Глядачів: 6 078 Арбітр: Марк Клаттенбург (Англія) |

| 16 листопада 2014 20:45 (21:45 UTC+2) |

| Ізраїль                          | 3 – 0            | Боснія і Герцеговина |
| -------------------------------- | ---------------- | -------------------- |
| Вермут 36' Дамарі 45' Захаві 70' | Протокол (англ.) |                      |

| Семмі Офер Стедіум, Хайфа Глядачів: 32 000 Арбітр: Антоніо Матеу Лаос (Іспанія) |

| 28 березня 2015 18:00 (20:00 UTC+3) |

| Ізраїль | 0 – 3           | Уельс                     |
| ------- | --------------- | ------------------------- |
|         | Протокол(англ.) | Ремзі 45+1' Бейл 50', 77' |

| Семмі Офер Стедіум, Хайфа Арбітр: Милорад Мажич (Сербія) |

| 28 березня 2015 20:45 (20:45 UTC+1) |

| Андорра | 0 – 3           | Боснія і Герцеговина |
| ------- | --------------- | -------------------- |
|         | Протокол(англ.) | Джеко 13', 49', 62'  |

| Естаді Насьйональ, Андорра-ла-Велья Арбітр: Іштван Вад (Угорщина) |

| 28 березня 2015 20:45 (20:45 UTC+1) |

| Бельгія                                           | 5 – 0           | Кіпр |
| ------------------------------------------------- | --------------- | ---- |
| Феллаїні 21', 66' Бентеке 35' Азар 67' Бачуай 80' | Протокол(англ.) |      |

| Стадіон короля Бодуена, Брюссель Арбітр: Овідіу Гацеган (Румунія) |

| 31 березня 2015 21:45 |

| Ізраїль | 0 - 1           | Бельгія     |
| ------- | --------------- | ----------- |
|         | Протокол(англ.) | Феллаїні 9' |

| Тедді, Єрусалим Глядачів: 33 000 Арбітр: Марк Клаттенбург (Велика Британія) |

| 12 червня 2015 20:45 (20:45 UTC+2) |

| Андорра              | 1 – 3           | Кіпр                  |
| -------------------- | --------------- | --------------------- |
| Досса Жуніор 2' (аг) | Протокол(англ.) | Мітідіс 13', 45', 53' |

| Естаді Насьйональ, Андорра-ла-Велья Арбітр: Тобіас Вельц (Німеччина) |

| 12 червня 2015 20:45 (20:45 UTC+2) |

| Боснія і Герцеговина              | 3 – 1           | Ізраїль      |
| --------------------------------- | --------------- | ------------ |
| Вишча 42', 75' Джеко 45+2' (пен.) | Протокол(англ.) | Бен Хаїм 41' |

| Биліно Полє, Зеніца Арбітр: Рудді Буке (Франція) |

| 12 червня 2015 20:45 (19:45 UTC+1) |

| Уельс    | 1 – 0           | Бельгія |
| -------- | --------------- | ------- |
| Бейл 25' | Протокол(англ.) |         |

| Кардіфф Сіті Стедіум, Кардіфф Глядачів: 33 280 Арбітр: Фелікс Брих (Німеччина) |

| 3 вересня 2015 20:45 (20:45 UTC+2) |

| Бельгія                                    | 3 – 1           | Боснія і Герцеговина |
| ------------------------------------------ | --------------- | -------------------- |
| Феллаїні 23' Де Брейне 44' Азар 78' (пен.) | Протокол(англ.) | Джеко 15'            |

| Стадіон короля Бодуена, Брюссель Арбітр: Жорже Соуза (Португалія) |

| 3 вересня 2015 20:45 (21:45 UTC+3) |

| Кіпр | 0 – 1           | Уельс    |
| ---- | --------------- | -------- |
|      | Протокол(англ.) | Бейл 82' |

| ГСП Стадіон, Нікосія Глядачів: 14 992 Арбітр: Шимон Марциняк (Польща) |

| 3 вересня 2015 20:45 (21:45 UTC+3) |

| Ізраїль                                         | 4 – 0           | Андорра |
| ----------------------------------------------- | --------------- | ------- |
| Захаві 3' Біттон 22' Хемед 26' (пен.) Дабур 38' | Протокол(англ.) |         |

| Семмі Офер Стедіум, Хайфа Арбітр: Тамаш Боднар (Угорщина) |

| 6 вересня 2015 18:00 (17:00 UTC+1) |

| Уельс | 0 – 0           | Ізраїль |
| ----- | --------------- | ------- |
|       | Протокол(англ.) |         |

| Кардіфф Сіті Стедіум, Кардіфф Глядачів: 32 653 Арбітр: Іван Бебек (Хорватія) |

| 6 вересня 2015 20:45 (20:45 UTC+2) |

| Боснія і Герцеговина             | 3 – 0           | Андорра |
| -------------------------------- | --------------- | ------- |
| Бичакчич 14' Джеко 30' Лулич 45' | Протокол(англ.) |         |

| Биліно Полє, Зеніца Глядачів: 6 830 Арбітр: Арнольд Гантер (Північна Ірландія) |

| 6 вересня 2015 20:45 (21:45 UTC+3) |

| Кіпр | 0 – 1           | Бельгія  |
| ---- | --------------- | -------- |
|      | Протокол(англ.) | Азар 86' |

| ГСП Стадіон, Нікосія Глядачів: 11 866 Арбітр: Владислав Безбородов (Росія) |

| 10 жовтня 2015 20:45 (20:45 UTC+2) |

| Андорра         | 1 – 4           | Бельгія                                                  |
| --------------- | --------------- | -------------------------------------------------------- |
| Ліма 51' (пен.) | Протокол(англ.) | Наїнгголан 19' Де Брейне 42' Азар 56' (пен.) Депуатр 64' |

| Естаді Насьйональ, Андорра-ла-Велья Арбітр: Павел Гіл (Польща) |

| 10 жовтня 2015 20:45 (20:45 UTC+2) |

| Боснія і Герцеговина    | 2 – 0           | Уельс |
| ----------------------- | --------------- | ----- |
| Джурич 71' Ібішевич 90' | Протокол(англ.) |       |

| Биліно Полє, Зеніца Арбітр: Альберто Ундіано Мальєнко (Іспанія) |

| 10 жовтня 2015 20:45 (21:45 UTC+3) |

| Ізраїль    | 1 – 2           | Кіпр                          |
| ---------- | --------------- | ----------------------------- |
| Біттон 76' | Протокол(англ.) | Досса Жуніор 58' Деметріу 80' |

| Тедді, Єрусалим Арбітр: Жорже Соуза (Португалія) |

| 13 жовтня 2015 20:45 (20:45 UTC+2) |

| Бельгія                            | 3 – 1           | Ізраїль   |
| ---------------------------------- | --------------- | --------- |
| Мертенс 64' Де Брейне 78' Азар 84' | Протокол(англ.) | Хемед 88' |

| Стадіон короля Бодуена, Брюссель Арбітр: Анастасіос Сідіропулос (Греція) |

| 13 жовтня 2015 20:45 (21:45 UTC+3) |

| Кіпр                         | 2 – 3           | Боснія і Герцеговина           |
| ---------------------------- | --------------- | ------------------------------ |
| Хараламбідіс 32' Мітідіс 41' | Протокол(англ.) | Медуньянін 13', 44' Джурич 67' |

| ГСП Стадіон, Нікосія Глядачів: 17 687 Арбітр: Ентоні Тейлор (Англія) |

| 13 жовтня 2015 20:45 (19:45 UTC+1) |

| Уельс              | 2 – 0           | Андорра |
| ------------------ | --------------- | ------- |
| Ремзі 50' Бейл 86' | Протокол(англ.) |         |

| Кардіфф Сіті Стедіум, Кардіфф Арбітр: Кевін Блом (Нідерланди) |

## Тур за туром
| Команда / Тур        | 01 | 02 | 03 | 04 | 05 | 06 | 07 | 08 | 09 | 10 |
| -------------------- | -- | -- | -- | -- | -- | -- | -- | -- | -- | -- |
| Бельгія              | 3  | 1  | 1  | 2  | 1  | 2  | 2  | 2  | 2  | 1  |
| Уельс                | 1  | 2  | 2  | 3  | 2  | 1  | 1  | 1  | 1  | 2  |
| Боснія і Герцеговина | 5  | 5  | 5  | 5  | 5  | 5  | 5  | 5  | 3  | 3  |
| Ізраїль              | 4  | 3  | 3  | 1  | 3  | 3  | 3  | 3  | 4  | 4  |
| Кіпр                 | 2  | 4  | 4  | 4  | 4  | 4  | 4  | 4  | 5  | 5  |
| Андорра              | 6  | 6  | 6  | 6  | 6  | 6  | 6  | 6  | 6  | 6  |

## Найкращі бомбардири
7 голів
- Едін Джеко
- Гарет Бейл

5 голів
- Кевін Де Брейне
- Еден Азар
- Омер Дамарі

4 голи
- Маруан Феллаїні
- Несторас Мітідіс

3 голи
- Ілдефонс Ліма
- Дріс Мертенс
- Томер Хемед
- Деметріс Хрістофі
- Георгіос Ефрем